# Ken Krueger
Ken Krueger (né le 7 octobre 1926 à Buffalo et mort le 21 novembre 2009 à Lockport) est un éditeur, un libraire et une personnalité de la science-fiction et de la bande dessinée américain. Il a reçu le prix Inkpot en 1978.

## Biographie
Ken Krueger naît le 7 octobre 1926 à Buffalo. Dès les années 1940, Ken Krueger participe à la création du fandom de la science-fiction de la côte Est. En 1970, il organise avec Shel Dorf, Richard Alf et Mike Towry (en) le premier Comic-Con de San Diego. Il permet à des artistes tels que Dave Stevens, Jim Valentino et Scott Shaw ou à des auteurs de science-fiction comme Greg Bear de publier leurs premiers travaux professionnels. Il meurt le 21 novembre 2009 à Lockport, le même mois que Shel Dorf.